# Elsbeemden
De Elsbeemden is een natuurgebied in de Nederlandse provincie Limburg, gelegen op enkele kilometers ten zuiden van Sevenum en ten noorden van Maasbree. Het gebied is eigendom van Staatsbosbeheer.
Het 65 ha grote gebied ligt in de vallei van de Groote Molenbeek, terwijl de Elsbeek zich hier vanuit het zuidwesten bij voegt. Het gaat om beemden, bestaande uit vochtige graslanden en broekbossen. De Groote Molenbeek werd in het eerste decennium van de 21e eeuw hermeanderd en delen werden vochtiger gemaakt.
Tot de oever- en waterplanten behoren pluimzegge en waterviolier. Er broeden 67 vogelsoorten waaronder dodaars, blauwborst, waterral, ijsvogel, nachtegaal, roodborsttapuit, sprinkhaanrietzanger en dergelijke.